# Blooddrunk
Albums de Children of Bodom
Are You Dead Yet?
(2005) Skeletons in the Closet
(2009)
Blooddrunk est le sixième album de Children of Bodom sorti le 14 avril 2008 et signifie littéralement « ivre de sang ».
Toutes les chansons ont été composées et écrites par Alexi Laiho, à l'exception des paroles de LoBodomy écrite par Kimberly Goss.
Le 28 janvier 2008, Children of Bodom met en ligne une piste de leur nouvel album : Banned From Heaven. 
Le simple Blooddrunk sort le 27 février 2008, tandis que le simple de Hellhounds On My Trail sort en juin 2008.
L'album est généralement caractérisé par des riffs lourds, moins mélodiques et plus rythmiques que ses prédécesseurs, ce qui lui vaut d'être qualifié d'album de thrash metal par beaucoup de fans.

## Liste des titres
| 1.  | Hellhounds On My Trail                | 4 min 00 s |
| 2.  | Blooddrunk                            | 4 min 05 s |
| 3.  | LoBodomy                              | 4 min 25 s |
| 4.  | One Day You Will Cry                  | 4 min 05 s |
| 5.  | Smile Pretty For The Devil            | 3 min 55 s |
| 6.  | Tie My Rope                           | 4 min 15 s |
| 7.  | Done With Everything, Die For Nothing | 3 min 30 s |
| 8.  | Banned From Heaven                    | 5 min 05 s |
| 9.  | Roadkill Morning                      | 3 min 33 s |
| 10. | Ghost Riders In The Sky               | 3 min 38 s |

## Certifications
| Pays            | Certification |
| --------------- | ------------- |
| Finlande (IFPI) | Or            |